# Fußballländerspiel Australien – Amerikanisch-Samoa 2001
Das Fußballländerspiel Australien gegen Amerikanisch-Samoa fand im Rahmen der Qualifikation zur Fußball-Weltmeisterschaft 2002 am 11. April 2001 im International Sports Stadium von Coffs Harbour statt. Die Mannschaft Australiens gewann die Partie mit 31:0. Es ist bis heute der höchste Sieg im internationalen Fußball.

## Vorgeschichte
Seit 1986 organisiert der Weltfußballverband FIFA eine gesonderte Qualifikation zur Weltmeisterschaft für ozeanische Nationalmannschaften. Vorher hatten die Mannschaften an der Qualifikation der Asien-Zone teilgenommen. An der Qualifikation zur Fußball-Weltmeisterschaft 2002 nahmen zehn Mannschaften Ozeaniens teil. Australien und Amerikanisch-Samoa wurden zusammen mit den Nationalmannschaften von Fidschi, Samoa und Tonga der Gruppe 1 zugelost.
- Fidschi
- Samoa
- Tonga

In der FIFA-Weltrangliste lag Australien im März 2001 auf dem 76. Platz und war damit das mit Abstand stärkste Team der Konföderation, während Amerikanisch-Samoa den 203. und letzten Platz belegte. Die Spiele in Gruppe 1 wurden zwischen dem 7. und dem 16. April 2001 ausgetragen. Bereits zwei Tage vor dem Spiel gegen Amerikanisch-Samoa hatte Australien die tongaische Mannschaft mit 22:0 besiegt. Die Amerikanisch-Samoaner hatten bereits nach zwei Spielen eine Tordifferenz von 0:21.

## Spielverlauf
Die australische Mannschaft bestand zu großen Teilen aus Spielern, die nur selten eingesetzt wurden. So verfolgten beispielsweise John Aloisi und Damian Mori, die beim 22:0-Sieg über Tonga zusammen zehn Tore erzielt hatten, dieses Spiel von der Ersatzbank aus. Amerikanisch-Samoa hatte indessen Probleme bei der Einreise. Lediglich ein Mitglied des ursprünglich vorgesehenen 20-Mann-Kaders, Torwart Nicky Salapu, war aufgrund seiner US-Staatsbürgerschaft zur Einreise berechtigt. Dem Trainer Tunoa Lui standen darüber hinaus etliche Spieler der U-20-Mannschaft nicht zur Verfügung, da diese zu dieser Zeit High-School-Prüfungen zu absolvieren hatten. Schlussendlich bestand das amerikanisch-samoanische Team – mit Ausnahme von Salapu, der vermutlich durch einige starke Paraden eine noch höhere Niederlage verhindert hat – ausschließlich aus Nachwuchsspielern, darunter drei 15-Jährige. Das Durchschnittsalter des Kaders betrug 18 Jahre.
Bis zur zehnten Minute blieb das Spiel torlos. Dann erzielte Con Boutsianis nach einem Eckball Australiens erstes Tor. Archie Thompson traf zwei Minuten später zum 2:0, sein Sturmpartner David Zdrilic kurz darauf zum 3:0. In der 17. und 19. Minute schoss Tony Popovic den ersten Doppelpack des Spiels zum 5:0 und 6:0. Mittels zweier Hattricks traf Thompson in der Folge zum 16:0-Halbzeitstand.
Boutsianis, der bereits das erste Tor des Spiels geschossen hatte, traf fünf Minuten nach Wiederanpfiff zum 17:0. Im weiteren Spielverlauf erzielten sowohl Thompson als auch Zdrilic vier weitere Treffer, ehe Zdrilic in der 89. Minute mit seinem insgesamt achten Tor den 31:0-Endstand markierte. Drei Minuten vor Schluss hatte Pati Feagiai auf das Tor der Australier geschossen, was der erste und einzige Torschuss der Verlierer blieb.
Die ungewöhnlich hohe Zahl an Toren spiegelte sich auch an der Anzeigetafel wider, als diese zum Spielende als Ergebnis ein 32:0 anzeigte und Archie Thompson 14 Tore zuschrieb. Eine Nachzählung und die Angaben des Schiedsrichters ergaben schließlich das Endergebnis von 31:0.
Schiedsrichter Ronan Leaustic aus Tahiti hatte während des Spiels keine Gelbe Karte vergeben.
| Australien | Australien | Amerikanisch-Samoa | Amerikanisch-Samoa |
| --- | --- | --- | ------------------ |
| Australien | \| Mittwoch, 11. April 2001 um 19:00 Uhr AEDT in Coffs Harbour, New South Wales, Australien (International Sports Stadium) \| \| Zuschauer: 3000 \| \| Schiedsrichter: Ronan Leaustic ( Tahiti) Linienrichter: David Sau ( Salomonen), Michael Angot ( Tahiti) Vierter Offizieller: Derek Rugg ( Neuseeland) \| | \| Mittwoch, 11. April 2001 um 19:00 Uhr AEDT in Coffs Harbour, New South Wales, Australien (International Sports Stadium) \| \| Zuschauer: 3000 \| \| Schiedsrichter: Ronan Leaustic ( Tahiti) Linienrichter: David Sau ( Salomonen), Michael Angot ( Tahiti) Vierter Offizieller: Derek Rugg ( Neuseeland) \| | Amerikanisch-Samoa |
| Australien | Michael Petkovic – Kevin Muscat, Craig Moore, Tony Popovic (46. Fausto De Amicis), Tony Vidmar (46. Scott Miller), Aurelio Vidmar, David Zdrilic, Steve Horvat, Con Boutsianis, Simon Colosimo, Archie Thompson • Kader: Hayden Foxe, Scott Chipperfield, John Aloisi, Steve Corica, Lindsay Wilson, Clint Bolton, Damian Mori Cheftrainer: Frank Farina | Nicky Salapu – Lisi Leututu (50. Richard Mariko), Soe Falimaua, Lavalu Fatu, Sulifou Faaloua, Travis Sinapati, Sam Mulipola, Pati Feagiai, Ben Falaniko (84. Darrell Ioane), Tiaoali Savea, Young Im Min • Kader: Marsall Silao, Soga Maina Cheftrainer: Tunoa Lui                                              | Amerikanisch-Samoa |
| Australien | 1:0 Con Boutsianis (10.) 2:0 Archie Thompson (12.) 3:0 David Zdrilic (13.) 4:0 Aurelio Vidmar (14.) 5:0 Tony Popovic (17.) 6:0 Tony Popovic (19.) 7:0 David Zdrilic (21.) 8:0 Archie Thompson (23.) 9:0 David Zdrilic (25.) 10:0 Archie Thompson (27.) 11:0 Archie Thompson (29.) 12:0 Archie Thompson (32.) 13:0 David Zdrilic (33.) 14:0 Archie Thompson (37.) 15:0 Archie Thompson (42.) 16:0 Archie Thompson (45.) 17:0 Con Boutsianis (50.) 18:0 Simon Colosimo (51.) 19:0 Fausto De Amicis (55.) 20:0 Archie Thompson (56.) 21:0 David Zdrilic (58.) 22:0 Archie Thompson (60.) 23:0 Archie Thompson (65.) 24:0 David Zdrilic (66.) 25:0 David Zdrilic (78.) 26:0 Aurelio Vidmar (80.) 27:0 Simon Colosimo (81.) 28:0 Con Boutsianis (84.) 29:0 Archie Thompson (85.) 30:0 Archie Thompson (88.) 31:0 David Zdrilic (89.) | | Amerikanisch-Samoa |
| Mittwoch, 11. April 2001 um 19:00 Uhr AEDT in Coffs Harbour, New South Wales, Australien (International Sports Stadium)                               | | |                    |
| Zuschauer: 3000 | | |                    |
| Schiedsrichter: Ronan Leaustic ( Tahiti) Linienrichter: David Sau ( Salomonen), Michael Angot ( Tahiti) Vierter Offizieller: Derek Rugg ( Neuseeland) | | |                    |

## Rekorde

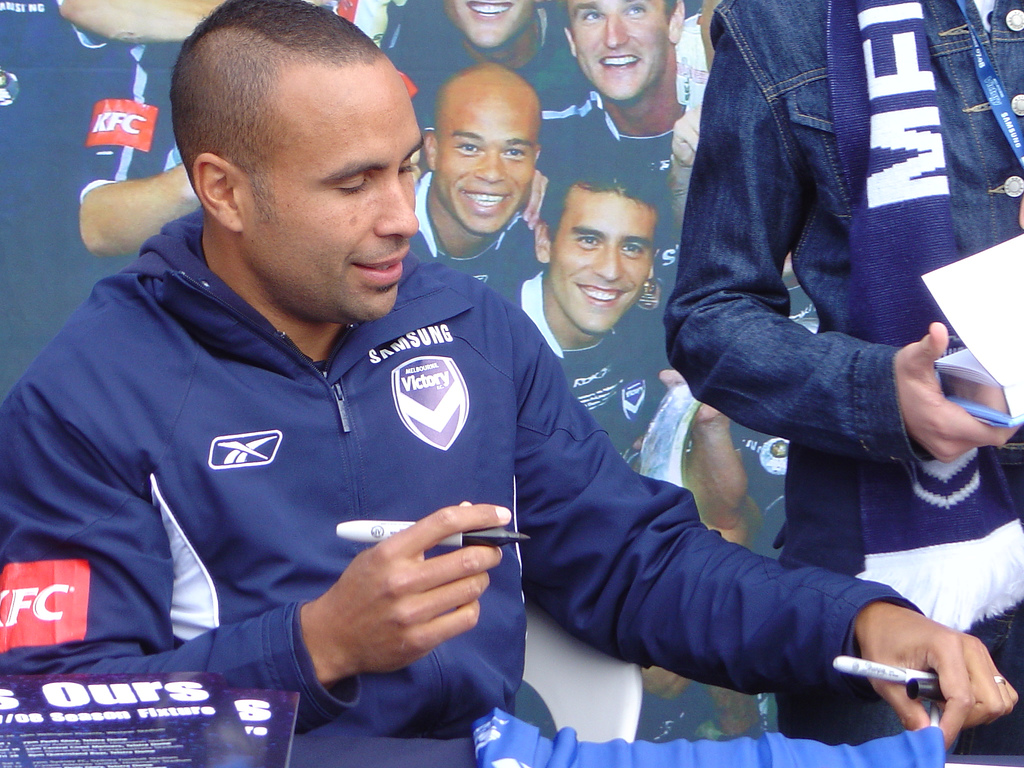
Rekordtorschütze Archie Thompson

Mit dem 31:0 gelang Australien der höchste Sieg im internationalen Fußball. Diesen Rekord hatte die Mannschaft bereits mit dem 22:0-Sieg über Tonga gehalten. Zuvor war die Bestleistung von Kuwait gegen Bhutan mit einem 20:0 am 14. Februar 2000 gehalten worden. Ebenso war das Spiel der höchste Sieg in einem WM-Qualifikationsspiel. Bisheriger Rekordhalter war der Iran mit einem 19:0-Sieg über Guam am 24. November 2000.
Archie Thompson stellte mit seinen 13 Toren folgende Rekorde auf:
- meiste Tore in einem anerkannten Spiel der Senioren (Rekord von John Petrie aus dem Jahr 1885 eingestellt)[13]
- meiste Tore in einem internationalen Fußballspiel (vorheriger Rekord: zehn Tore durch Sophus Nielsen, Dänemark, am 22. Oktober 1908 und Gottfried Fuchs, Deutschland, am 1. Juli 1912)[14]
- meiste Tore in einem WM-Qualifikationsspiel (vorheriger Rekord: sieben Tore durch Gary Cole, Australien, am 14. August 1981 und Karim Bagheri, Iran, am 2. Juni 1997)[15]

## Reaktionen

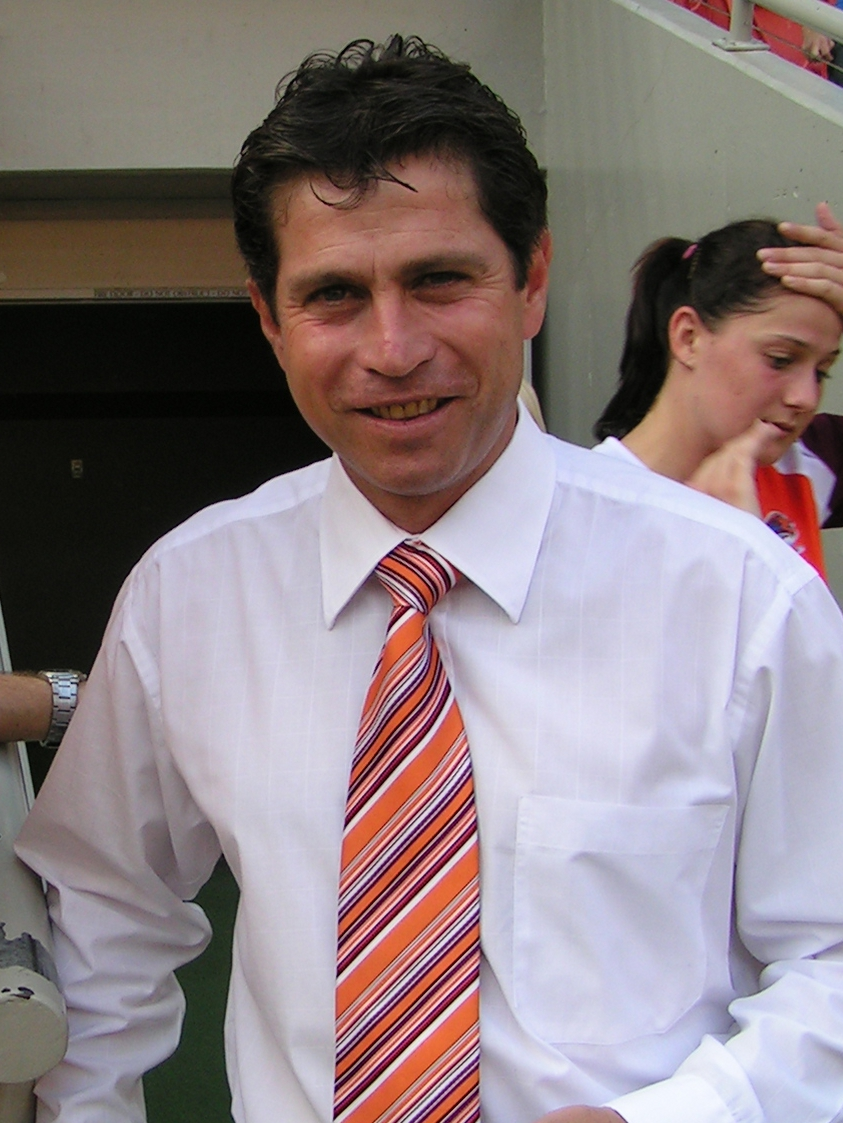
Trainer Frank Farina

Australiens Trainer Frank Farina kritisierte den Modus der Qualifikationsspiele und zweifelte am Sinn derselben. Rekordtorschütze Archie Thompson war zwar über seinen Weltrekord erfreut, stimmte Farina aber in der Sache zu.

“Breaking the world record is a dream come true for me – that sort of thing doesn’t come along every day. But you have to look at the teams we are playing and start asking questions. We don’t need to play these games.”

„Den Weltrekord zu brechen ist ein Traum, der für mich wahr geworden ist – es ist etwas, was nicht jeden Tag vorkommt. Aber schauen Sie sich mal die Mannschaften an, gegen die wir spielen und fangen Sie an, Fragen zu stellen. Wir brauchen solche Spiele nicht.“

FIFA-Sprecher Keith Cooper pflichtete beiden Kommentaren bei und schlug eine Änderung des Qualifikationsmodus vor, bei welchem die schwächeren Teams zuerst eine Ausscheidungsrunde spielen sollten. Indessen kritisierte der Präsident des Kontinentalverbandes OFC, Basil Scarsella, die Bemerkungen und setzte entgegen, dass auch die kleineren Mannschaften ein Recht darauf hätten, gegen bessere Teams wie Australien und Neuseeland zu spielen, ebenso wie Australien gegen Argentinien, Brasilien und Frankreich spielen könnte.

## Auswirkungen
Am 16. April 2001 schloss die erste Runde mit folgender Tabelle:
| Pl. | Team               | Sp. | S | U | N | Tore    | Diff. | Punkte |
| --- | ------------------ | --- | - | - | - | ------- | ----- | ------ |
| 1.  | Australien         | 4   | 4 | 0 | 0 | 066:000 | +66   | 12     |
| 2.  | Fidschi            | 4   | 3 | 0 | 1 | 027:400 | +23   | 09     |
| 3.  | Tonga              | 4   | 2 | 0 | 2 | 007:300 | −23   | 06     |
| 4.  | Samoa              | 4   | 1 | 0 | 3 | 009:180 | −9    | 03     |
| 5.  | Amerikanisch-Samoa | 4   | 0 | 0 | 4 | 000:570 | −57   | 0      |

In der zweiten Runde besiegte Australien die Mannschaft Neuseelands mit 2:0 und 4:1. In den darauf folgenden Entscheidungsspielen mussten die Australier gegen Uruguay antreten. Obwohl das Hinspiel mit 1:0 gewonnen werden konnte, konnte sich Australien nicht durchsetzen und konnte sich nach einer 0:3-Niederlage im Rückspiel nicht für die Weltmeisterschaft qualifizieren.
Bereits einige Male zuvor (zuletzt 1998 gegen den Iran und 1994 gegen Kanada und Argentinien) war Australien erst in den Entscheidungsspielen gescheitert. Der Ozeanischen Fußball-Konföderation (OFC) wird erst ab 2026 ein fester Startplatz für Weltmeisterschaften eingeräumt, der Sieger des WM-Qualifikationswettbewerbes der OFC musste bis dahin zusätzlich gegen eine Mannschaft eines anderen Kontinentalverbandes gewinnen.
Dies sowie die einseitigen Spiele trugen dazu bei, dass, wie von Keith Cooper vorgeschlagen, zu Beginn der Qualifikation zur Fußball-Weltmeisterschaft 2006 eine Vorbereitungsrunde ausgespielt wurde. Der beachtliche Qualitätsunterschied zwischen Australien und Neuseeland zu den anderen Mannschaften führte dazu, dass die Football Federation Australia zum 1. Januar 2006 aus der OFC aus- und in die AFC, den asiatischen Fußballverband, eintrat. Seit der Qualifikation zur Weltmeisterschaft 2010 nimmt Australien an den Spielen Asiens teil.